# خوان کارلوس زوبچوک
خوان کارلوس زوبچوک (انگلیسی: Juan Carlos Zubczuk؛ زادهٔ ۳۱ مارس ۱۹۶۵) بازیکن فوتبال اهل آرژانتین است.
از باشگاه‌هایی که در آن بازی کرده‌است می‌توان به باشگاه فوتبال راسینگ کلوب آویاندا اشاره کرد.